# Retour gagnant
 (octobre 2024).
Si vous disposez d'ouvrages ou d'articles de référence ou si vous connaissez des sites web de qualité traitant du thème abordé ici, merci de compléter l'article en donnant les références utiles à sa vérifiabilité et en les liant à la section « Notes et références ».
Retour gagnant est une émission de variétés qui a été diffusée les vendredi 23 mai 2003 et vendredi 13 février 2004 sur TF1 à 20 h 50, produite par Gérard Louvin et présentée par Jean-Pierre Foucault.
Les participants (6 ou 7 par émission) sont des chanteurs qui ne sont plus autant médiatisés qu'à leurs débuts, c'est-à-dire durant les années 1980 pour la plupart. Ils doivent réinterpréter leur plus grand tube et faire une reprise d'un titre récent.
Les téléspectateurs votent pour désigner leur chanteur préféré, qui se voit financer un single.
Après la diffusion de chacune des émissions, un CD est sorti chez Universal Music.

## Émission du vendredi 23 mai 2003
Elle a attiré 5,7 millions de téléspectateurs (33 % de part d'audience).
- Claude Barzotti : Le Rital / Parle-moi (Isabelle Boulay)
- Gérard Blanc : Une autre histoire / J'en rêve encore (Gérald De Palmas)
- Patrick Coutin : J'aime regarder les filles / Manhattan-Kaboul (duo Renaud/Axelle Red)
- Jeane Manson : Avant de nous dire adieu / Marie (Johnny Hallyday)
- Éric Morena : Oh ! Mon bateau / L'Envie d'aimer (Les Dix Commandements)
- Peter et Sloane : Besoin de rien, envie de toi / Sous le vent (duo Garou/Céline Dion)
- Julie Pietri : Ève lève-toi / Vivre pour le meilleur (Johnny Hallyday)

Gagnante : Julie Pietri

### Contenu du CD
1. Patrick Coutin : Manhattan-Kaboul 3:50
2. Jeane Manson : Marie 4:00
3. Peter et Sloane : Sous le vent 3:30
4. Gérard Blanc : J'en rêve encore 3:56
5. Éric Morena : L'envie d'aimer 5:10
6. Claude Barzotti : Parle-moi 3:46
7. Julie Pietri : Vivre pour le meilleur 4:31
8. Patrick Coutin : J'aime regarder les filles 5:00
9. Jeane Manson : Avant de nous dire adieu 3:57
10. Peter et Sloane : Besoin de rien, envie de toi 3:40
11. Gérard Blanc : Une autre histoire 4:30
12. Éric Morena : Oh! Mon bateau 3:41
13. Claude Barzotti : Le Rital 3:09
14. Julie Pietri : Ève lève-toi 4:32

## Émission du vendredi 13 février 2004
- Bibie : Tout doucement / J'ai demandé à la lune (Indochine)
- Chico des Gipsy Kings : Medley / The Ketchup Song (Aserejé) (Las Ketchup)
- Début de soirée : Nuit de folie / Ces soirées-là (Yannick)
- Les Forbans : Chante (adaptation française de Shout ! Shout ! Knock yourself out d'Ernie Maresca) / La bamba (chanson traditionnelle mexicaine)
- Jean-Luc Lahaye : Femme que j'aime / Un jour viendra (Johnny Hallyday)
- Jakie Quartz : Mise au point / Tu ne m'as pas laissé le temps (David Hallyday)

Gagnant : Jean-Luc Lahaye
Invitée : Julie Pietri qui chante son single Si on parlait de ma vie (Essaï - Julie Pietri / Essaï), sorti chez Universal Music - ULM.

### Contenu du CD
1. Un jour viendra : Jean-Luc Lahaye (Auteur : M Mallory. Compositeur : David Hallyday : 4 min 01 s)
2. Ces soirées-là : Début de Soirée (Auteur : Yannick. Compositeur : Dj Effa / Dj Effa : 3 min 17 s)
3. La bamba : Les Forbans (Auteur/Compositeur : Ritchie Valens : 2 min 55 s)
4. The Ketchup Song (Aserejé) : Chico & les Gypsies (Auteur/Compositeur : M Ruiz : 3 min 37 s)
5. J'ai demandé à la lune : Bibie (Auteur/Compositeur : M Furmon : 3 min 33 s)
6. Tu ne m'as pas laissé le temps : Jakie Quartz (Auteur : Lionel Florence / L Florence. Auteur/Compositeur : David Hallyday : 4 min 10 s)
7. Femme que j'aime : Jean-Luc Lahaye (Auteur : Michaele. Compositeur : Paul Et Lana Sebastian : 3 min 41 s)
8. Nuit de folie : Début de Soirée (Auteurs/Compositeurs : S Pichot / Claude Mainguy / Willy Picard : 4 min 11 s)
9. Chante : Les Forbans (Auteur/Compositeur : Maresca / Salvia / Kassabi / Bogdani : 2 min 44 s)
10. Marina : Chico and the Gypsies (Auteur/Compositeur : Chico and the Gypsies / Rocco Granata : 3 min 40 s)
11. Tout doucement : Bibie (Auteur/Compositeur : Jean-Paul Dréau : 4 min 12 s)
12. Mise au point : Jakie Quartz (Auteur : Jakie Quartz. Compositeur : Gerard Anfosso: 4 min 42 s)
13. Papa chanteur : Jean-Luc Lahaye (Auteurs/Compositeurs : L Dettome / Jean-Luc Lahaye / Cyril Assous : 3 min 57 s)
14. La vie la nuit : Début de Soirée (Auteur : S Pichot / C. Mainguy. Compositeur : W Picard / Guy Matteoni : 3 min 51 s)
15. Medley : Les Forbans (Auteur : Dedman / A Kassabi / D Dedman. Compositeur : Maresca / D White / Al Edgar / P Masse / A : 3 min 55 s)
16. Bamboleo : Chico & les Gypsies (Auteur/Compositeur : T Baliardo / N Reyes / C Bouchikhi : 3 min 45 s)
17. Vivre ailleurs : Jakie Quartz (Auteur/Compositeur : Jakie Quartz / Oson / T Norel : 3 min 29 s)
18. Générique For you (Auteur/Compositeur : M D'Agreves)